# Насе, Нести
Нести Насе (алб. Nesti Nase; 14 апреля 1922 года, Корча, Княжество Албания — 11 февраля 1995 года, Тирана, Албания) — албанский партийный и государственный деятель, дипломат, министр иностранных дел Народной Республики Албании (с 1976 года — Народной Социалистической Республики Албании) в 1966—1982, член Политбюро ЦК АПТ в 1971—1982. Во время острой фазы  (1958—1961) конфликта между Советским Союзом и Албанией был послом НРА в СССР.
На посту министра иностранных дел проводил ходжаистскую курс изоляции страны, противостояния НАТО и ОВД, сотрудничества с КНР (до 1978 года) и минимизации контактов с остальным миром. С середины 1970-х годов примыкал к группе Мехмета Шеху. После смерти Шеху и репрессий против его сторонников в 1981—1982 был обвинён в заговоре против Энвера Ходжи, арестован и приговорён к тюремному заключению. Освобождён после отстранения АПТ от власти.

## В армии и госбезопасности
Родился в зажиточной корчинской семье. Во франкоязычном лицее, где учился Нести Насе, преподавал Энвер Ходжа. Между ними установились отношении близкого единомыслия и взаимодействия.
В 1944 Нести Насе вступил в Коммунистическую партию Албании (КПА; с 1948 — Албанская партия труда, АПТ) — практически одновременно с приходом КПА к власти. Служил в политическом аппарате НОАА. В 1945—1946 Насе занимал посты в управлениях госбезопасности городов Лесковику и Пермети, в 1947 возглавлял управления Сигурими в Саранде и в военном гарнизоне Шкодера. Затем был переведён на службу в министерство иностранных дел НРА.

## На дипломатической службе
Нести Насе состоял в албанской делегации при ЮНЕСКО, был послом НРА в НРБ и ПНР. С 1954 по 1956 Насе — посол НРА в КНР. В 1956—1958 Насе — первый заместитель министра иностранных дел Бехара Штюлы.
В начале 1958 Нести Насе был назначен послом НРА в СССР. Это был момент обострения албано-советских отношений. Возникший после смерти Сталина и XX съезда КПСС советско-албанский раскол имел глубокие идеологические причины: первый секретарь ЦК АПТ Энвер Ходжа стоял на жёстких сталинистских позициях, категорически отвергал десталинизацию, болезненно воспринял нормализацию советско-югославских отношений, сближался на этой платформе с Компартией Китая. Нести Насе представлял позицию НРА во всех конфликтных вопросах. В 1961 дипломатические отношения между НРА и СССР были разорваны, Насе возвратился в Тирану.
С конца 1961 Нести Насе снова занимал пост замминистра иностранных дел. В сентябре 1963 вторично был назначен албанским послом в Китае. Проводил политику максимального политико-идеологического сближения ходжаистского и маоистского государств, играл важную роль в организации китайской экономической помощи Албании. Был одним из организаторов визита Чжоу Эньлая в Тирану 1964, участвовал в подготовке албано-китайского политического заявления.
Отношения с СССР и КНР занимали ключевые места во внешней политике НРА. Посольские должности Нести Насе в Москве и Пекине отражали его высокое положение в албанской дипломатической иерархии. Как дипломат Насе пользовался особым доверием Энвера Ходжи, Мехмета Шеху и Хюсни Капо.

## Во главе МИД
18 марта 1966 Нести Насе был назначен министром иностранных дел в правительстве Мехмета Шеху. В том же 1966 году на ноябрьском партсъезде Насе был кооптирован в ЦК АПТ, а ранее, в сентябре, был избран депутатом Народного собрания. С 1971 состоял в высшем органе партийно-государственной власти — Политбюро ЦК АПТ.
Нести Насе занимал министерский пост на протяжении 16 лет — дольше, чем кто-либо во главе албанского МИД. Полтора десятилетия он неукоснительно проводил внешнеполитический курс Энвера Ходжи. Его основой являлась целенаправленная самоизоляция; целью — создание внешних условий для закрепления внутренней политической системы, не подверженной каким-либо влияниям.
Были полностью прерваны отношения НРА с «советскими ревизионистами». В 1968 Албания вышла из Организации Варшавского договора, которая оценивалась как «инструмент Москвы». Из восточноевропейских стран «соцлагеря» определённые связи поддерживались лишь с СРР Николае Чаушеску.
Жёстко враждебными оставались отношения с СФРЮ — как в силу идеологического конфликта между албанским сталинизмом-ходжаизмом и югославским самоуправлением, так и из-за косовской проблемы. Второй фактор актуализировался с 1968, когда изменение статуса Косовского края в Югославии стимулировало косоварские национальные волнения. Некоторые сдвиги в сторону нормализации отношений отмечались с начала 1970-х, однако албанское руководство подчёркивало, что даже при установлении торгово-экономических связей политико-идеологические противоречия остаются непримиримыми. Новое резкое обострение началось с весны 1981, на фоне массовых беспорядков в Косово.
Отношения НРА/НСРА с США и западноевропейскими странами НАТО тоже отличались враждебностью. Идеологически и политически ходжаистская Албания позиционировалась как «цитадель марксизма-ленинизма», противостоящая «международному империализму». Экономические контакты были минимальны, почти отсутствовали даже туристические связи. Всячески пресекалось «проникновение буржуазной идеологии». С таким государством, как ФРГ, не поддерживалось дипломатических отношений. Некоторое сближение, в основном торговое и культурное, в начале 1970-х отмечалось только с Грецией.
Албания была единственным европейским государством, отказавшимся от участия в Хельсинкском Совещании по безопасности и сотрудничеству. (Андорра не участвовала не по принципиальным причинам, а в силу особенностей ассоциированного статуса.) Хельсинкский процесс характеризовался албанским руководством как «диктат сверхдержав».
В то же время укреплялся альянс с Китаем. Албанская делегация в ООН активно поддержала вступление КНР и исключение Тайваня. Однако Энвер Ходжа настороженно относился к пекинским союзникам. Он подозревал Мао Цзэдуна в стремлении установить контроль над Албанией. Резкое недовольство официальной Тираны вызвало сближение КНР с США, обозначившееся с 1972. Албано-китайские отношения постепенно охлаждались, и в 1978 дошли до полного разрыва. Во внешней политике НСРА был взят амбициозный курс на «борьбу против США, СССР и КНР».
Спецслужбы и дипломатия НРА/НСРА поддерживали связи с радикальными сталинистскими и ультралевыми группами в разных регионах мира. Это являлось важными направлением внешней политики Тираны. Албанские власти опекали ортодоксальную Компартию Польши Казимежа Мияля. На официальном уровне, при участии Нести Насе, принималась делегация ФАТХ, основной структуры Организации освобождения Палестины.
Министр Насе безоговорочно принимал все повороты внешнеполитического курса Ходжи. В аппарате, по последующим отзывам, он обладал репутацией компетентного дипломата, образованного и «цивилизованного» человека.

## Арест, приговор, заключение
18 декабря 1981 было объявлено о самоубийстве премьер-министра НСРА Мехмета Шеху. (Он погиб днём ранее при до конца не прояснённых обстоятельствах.) Вскоре Шеху был официально назван главарём «контрреволюционного заговора с целью реставрации капитализма» и агентом ЦРУ США, КГБ СССР и УДБ СФРЮ. Началась чистка партгосаппарта, увольнения и аресты сторонников покойного премьера. В 1982 были арестованы недавний министр внутренних дел Фечор Шеху, бывший директор Сигурими Михалак Зичишти, бывший глава МВД и Минобороны Кадри Хазбиу.
Нести Насе, как один из ключевых членов кабинета Шеху, не мог избежать преследований. 30 июня 1982 он был снят с поста министра иностранных дел. (Его сменил на министерском посту замминистра Реис Малиле.) Несколько месяцев Насе провёл на скромной должности в тиранском Институте международных отношений. Однако его арест был вопросом времени.
В сентябре Сигурими арестовала Нести Насе, бывшего министра здравоохранения Ламби Зичишти и функционера МВД Ламби Печини. Наручники на экс-министра иностранных дел надевались публично и демонстративно. Насе отводилась важная роль на «процессе приспешников Шеху», где главным обвиняемым становился Хазбиу.
На следствии и судебном процессе Нести Насе под жёстким давлением дал все затребованные показания. Он признал себя членом «контрреволюционной заговорщицкой организации во главе с полиагентом Мехметом Шеху», подтвердил, будто получал и исполнял «вредительские приказы» Шеху и Хазбиу, «ненавидевших партийное руководство» (например, «как агент УДБ, препятствовал албанскому движению в Косово по заданию югославских властей»). При этом Насе негласно инкриминировалась ещё и близость с Китаем — что являлось грозным обвинением (за «пекинский уклон» к тому времени были казнены экс-министр обороны Балуку, экс-министр экономики Келези, экс-министр промышленности Теодоси, генералы Думе и Чако).
Суд под председательством Аранита Чели признал Нести Насе виновным и приговорил к 25 годам заключения. Кадри Хазбиу, Фечор Шеху, Ламби Зичишти, Ламби Печини были приговорены к смертной казни и расстреляны. Нести Насе почти восемь лет провёл в тюрьмах и лагерях. Он оставался в заключении и после смерти Энвера Ходжи.

## Последние годы
В 1990 в Албании начались массовые протесты против режима АПТ. Решающие события произошли в Тиране 20 февраля 1991. Преемник Ходжи Рамиз Алия предпринял ряд уступок и манёвров. В частности, уже в марте 1991 года были освобождены многие политзаключённые, в том числе Нести Насе.
После освобождения Насе поселился в Тиране у своего племянника. Несколько лет после падения коммунистического режима он прожил сугубо частной жизнью. Его жена Петрина покончила с собой в 1982 году, чтобы избежать ареста. Детей супруги Насе не имели.
Скончался Нести Насе в возрасте 72 лет.